# Félix Bour
Pour les articles homonymes, voir Bour.
Félix Bour, né le 25 mars 1994 à Bar-le-Duc, est un athlète français.

## Biographie
Originaire de Bar-le-Duc, Félix Bour commence l'athlétisme à 14 ans à l'ASPTT Bar-le-Duc. En 2011 il remporte le titre de champion de france de cross-country dans la catégorie cadet à Paray-le-Monial. Il gagne également le championnat de France du 3000 m cette même année à Dreux, une performance qui lui permet de se qualifier aux championnats du monde sur cette distance. Vice-champion de France de cross l'année suivante chez les juniors, il participe aux championnats d'Europe avec l'équipe de France à Hyères en 2015 où les espoirs glanent la médaille de bronze.
Le 31 octobre 2021, Félix Bour remporte la Course Marseille-Cassis après avoir été vice-champion de France de cross-country deux mois auparavant.
Il est médaillé d'or par équipes aux Championnats d'Europe de cross-country 2021 à Dublin, où il se classe 8e en individuel.
Le 24 juin 2022, il est vice-champion de France du 5 000 mètres derrière Hugo Hay.
Le 26 mars 2023 à Houilles, il est champion de France sur l'épreuve du 10 km devant Valentin Gondouin. Avec un temps de 28 min 2 s, il devient le cinquième meilleur performeur français de tous les temps.
Le 4 mai 2024, il est sacré champion de France du 10 000 mètres à Pacé.
Le 10 août 2024, il termine 50e (et 3e français) du marathon olympique des Jeux de Paris en 2h 13 min 46 s, épreuve remportée par l'éthiopien Tamirat Tolat (2 h 6 min 26 s).
Le 26 janvier 2025, il se classe deuxième du semi-marathon de Séville derrière le kenyan Vincent Nyamongo en 1h00, réalisant ainsi la cinquième meilleure performance française de l'histoire sur cette discipline. Le 2 mars 2025, une semaine après avoir couru le marathon de Séville en 2h 07min 03s, il remporte son premier titre de champion de France élite de cross-country à Challans en devançant Fabien Palcau et Étienne Daguinos.

## Palmarès
| Année | Compétition                            | Lieu   | Résultat | Discipline         | Temps  |
| ----- | -------------------------------------- | ------ | -------- | ------------------ | ------ |
| 2015  | Championnats d'Europe de cross-country | Hyères | 3e       | Par équipes espoir | 59 pts |

| Année | Compétition                             | Lieu      | Résultat | Épreuve             | Temps          |
| ----- | --------------------------------------- | --------- | -------- | ------------------- | -------------- |
| 2015  | Championnats de France d'athlétisme     | Tomblaine | 1er      | 5000 m espoir       | 14 min 50 s 20 |
| 2016  | Championnats de France de cross-country | Le Mans   | 1er      | Cross élite espoir  | 39 min 32 s    |
| 2021  | Championnats de France de cross-country | Montauban | 2e       | Cross élite         | 31 min 7 s     |
| 2023  | Championnats de France du 10 kilomètres | Houilles  | 1er      | 10 kilomètres route | 28 min 2 s     |
| 2024  | Championnats de France du 10 000 mètres | Pacé      | 1er      | 10 000 mètres       | 27 min 37 s 66 |
| 2025  | Championnats de France de cross-country | Challans  | 1er      | Cross élite         | 28 min 49 s    |

## Records
| Épreuve       | Épreuve   | Marque         | Lieu        | Date             |
| ------------- | --------- | -------------- | ----------- | ---------------- |
| 1500 mètres   | Plein air | 3 min 47 s 74  | Montbéliard | 5 juin 2015      |
| 5 000 mètres  | Plein air | 13 min 15 s 66 | Oordegem    | 28 mai 2022      |
| 10 000 mètres | Plein air | 27 min 27 s 10 | Londres     | 4 mai 2024       |
| 10 kilomètres | Plein air | 27 min 42 s    | Madrid      | 31 décembre 2024 |
| Semi-marathon | Plein air | 1h 00 min 0 s  | Séville     | 26 janvier 2025  |
| Marathon      | Plein air | 2h 06 min 46s  | Valence     | 3 décembre 2023  |